# Diego de Souza Andrade
Diego de Souza Andrade, född 17 juni 1985 i Rio de Janeiro, mer känd som Diego Souza, är en brasiliansk fotbollsspelare.